# Hyperonymum
Hyperonymum je nadřazený termín. Hyperonymum je nadřazený lexém pro celou třídu hyponym.
Ke slovu jablko jsou hyperonymy například slova ovoce, předmět nebo potravina. 
Ke slovu láska mohou být hyperonymy slova cit nebo vztah, tedy ke každému z významů nebo významových odstínů slova může být jiné hyperonymum (jiná hyperonyma). 
Opakem hyperonyma je hyponymum. 
Podobným jevem je meronymie, v níž jde o vztah části a celku:
- meronymum je pojem, označující část celku.
- holonymum je pojem, označující celek.[2]

Ke slovu dům jsou meronymy například slova střecha, okno nebo podkroví.
Ke slovu čočka jsou holonymy například slova oko, lupa nebo dalekohled.

## Uplatnění
Hyperonymie a hyponymie mají velký význam například v biologické taxonomii, nozologii a vůbec v jakékoliv systematice a katalogizaci. Jejím uplatněním jsou i kategorie jako pomocný nástroj ve Wikipedii.

## Souvislosti v dalších oborech
Tyto vztahy lze kromě lingvistických pojmů popisovat i pojmy z oblasti teorie množin (množina, prvek množiny) nebo logiky (konjunkce, disjunkce, implikace atd. – jestliže je něco jablkem, pak to musí být také ovocem; mrkev je ovoce nebo zelenina, mrkev je potravina a rostlina). 
Stupňovitá systematika je sociomorfním obrazem hierarchického uspořádání lidské společnosti. Protipólem hierarchické systematiky jsou systémy síťové (například internet, telefonní síť, dopravní síť, síť sociálních vztahů), v nichž hierarchický systém bývá pro praktické účely buď zčásti implantován, nebo nahrazován abecedním řazením, číslováním nebo podobnými způsoby. 